# Calle Torreblanca
La calle Torreblanca es una vía pública de la ciudad española de Sevilla.

## Descripción
La vía nace de la plaza de Pumarejo de la mano de la calle Aniceto Sáenz y discurre hasta llegar a Macarena. Aparece descrita en la Noticia histórica del origen de los nombres de las calles de esta ciudad de Sevilla (1839) de Félix González de León con las siguientes palabras:

Calle Torreblanca. Está situada en el cuartel D. y en la parroquia de san Gil. Varias fincas del mayorazgo del marques de Torreblanca que hay en esta calle, le han dado el nombre. Es larga y regularmente ancha, pero despoblada; y pasa desde la plaza de Pumarejo, al muro de la puerta de Macarena.
(González de León, 1839, p. 440)